# NGC 4606
NGC 4606 هي مجرة حلزونية تبعد حوالي 55 مليون سنة ضوئية تقع في كوكبة العذراء. تم اكتشافها من قبل عالم الفلك ويليام هيرشيل في 15 مارس 1784. وهي زوج مع المجرة NGC 4607. وهي عضو في مجموعة عنقود العذراء المجري.

## وصلات خارجية
- NGC 4606 على موقع ويكي سكاي: DSS2, SDSS, GALEX, IRAS, Hydrogen α, X-Ray, Astrophoto, Sky Map, Articles and images